# Дарко Рнић
Дарко Рнић (Ковин, 1. септембар 1982) je српски кошаркаш. Игра на позицији центра.